# ジョーン・クロフォード

ジョーン・クロフォードのサイン。

ジョーン・クロフォード（英: Joan Crawford、1904年3月23日 - 1977年5月10日)はアメリカ合衆国テキサス州サンアントニオ出身の女優。映画、舞台、テレビで活躍した。
ブロードウェイのコーラスガールとして舞台に出演するまでは、アメリカ各地を巡業する演劇一座のダンサーだった。1925年に映画製作会社メトロ・ゴールドウィン・メイヤー （MGM）と映画出演の契約を結び、クロフォードの本格的な女優人生が始まっている。当初のクロフォードに割り当てられた役柄は端役で、つまらない役が多かったためにクロフォードは苛立ちをつのらせていたが、徐々に自身を売り込むことに成功し始め、1920年代の終わりには流行の最先端をいくフラッパーを代表する女優として世界的に有名になった。1930年代になると、クロフォードの人気は当時のMGMの看板スターであるノーマ・シアラーやグレタ・ガルボと並び称されるようになった。クロフォードは、最終的に恋や成功を勝ち取る勤勉な若い女性を演じる機会が多かった。このような「シンデレラ・ストーリー」的な作品は、世界恐慌のさなかにあった当時の大衆、とくに女性層に大きく受け入れられた。クロフォードはハリウッドでももっとも有名な女優の一人となり、出演料も女優の中で最高額を受け取るまでになった。しかしながら徐々に作品の興行成績は落ち込みを見せはじめ、1930年代の終わりには出演料のわりに興行成績に貢献しない女優 (Box Office Poison) というレッテルをはられてしまう。しかしながら、女優としてのキャリアは1940年代前半から再び上昇し始めた。そして1945年に主演した『ミルドレッド・ピアース』で、クロフォードはアカデミー主演女優賞を獲得したのである。
1955年にクロフォードはペプシコ社の社長アルフレッド・スティールと4度目の結婚をし、社長夫人としてペプシコ社での実権を持つようになった。1959年に夫スティールが死去すると、クロフォードは取締役会から推挙されて、1973年まで役員としてペプシコ社に籍を置いていた。スティールとの結婚中もクロフォードは映画やテレビで女優を続けていたが、スティールとの死別後の1960年代は女優としての活動量はどんどん減っていった。そして1970年のイギリスのホラー映画『地底の原始人・キングゴリラ (Trog)』への出演を最後に、クロフォードは映画界から引退した。1974年に老いで衰えたクロフォードの容貌があからさまに写しだされた写真が公開されると、クロフォードは人前に出ることを完全に避けるようになり、1977年に死去するまで隠棲生活を送った。
クロフォードは4回にわたって結婚している。最初の3回は離婚で、最後に結婚したアルフレッド・スティールとは死別だった。クロフォードには5人の養子がいるが、そのうちの1人は生みの親のもとに戻っている。残った4人の養子のうち、年長のクリスティーナ (Christina Crawford)とクリストファーのクロフォードとの関係はとげとげしいものだった。クロフォードはこの二人の遺産相続権を剥奪し、クロフォードの死後にクリスティーナは暴露本『親愛なるマミー―ジョーン・クロフォードの虚像と実像 (Mommie Dearest)』を出版している。この本にはクロフォードが子供たちに対して肉体的、精神的に虐待を繰り返していたと断言されている。
クロフォードは、アメリカン・フィルム・インスティチュートが1999年に選定した映画スターベスト100の女優部門で、第10位にランクされている。

## 前半生
クロフォードは、トーマス・E・ルスールとアンナ・ベル・ジョンソンの第3子として、テキサス州サンアントニオに生まれ、ルシール・フェイ・ルスール (Lucille Fay LeSueur) と名付けられた。父トーマスはフランスのユグノーの血を引くイギリス人で、クリーニング店で働いていた。母アンナはテキサス州生まれで、スウェーデンとアイルランドの血を引いていた。長姉デイジーはクロフォード誕生以前に死去しており、長兄のハル・ルスール (Hal LeSueur) は長じて俳優となっている。トーマスはクロフォードが生まれる数カ月前に家族を捨てて出て行ったが、62歳の1930年にテキサス州のアビリーンで建設作業員として働いていたことが分かっている。その後アンナはヘンリー・J・カシンと結婚した。当時の国勢記録にはこの結婚がアンナの初婚であると記載されているため、トーマスとアンナは法的には結婚していなかった可能性がある。一家はオクラホマ州のロートンに住んでおり、カシンはここでラムジー・オペラ・ハウスを経営していた。このオペラ・ハウスではさまざまな出し物が行われており、アンナ・パヴロワやエヴァ・タンガイ (Eva Tanguay) といった有名人が公演をすることもあった。幼いクロフォードはカシンをダディと呼んでおり、実の父親ではないことを兄のハルから教えられるまで知らなかったといわれている。「ビリー (Billie)」 という愛称で呼ばれていたクロフォードは、義父のオペラ・ハウスで上演されるヴォードヴィルを観ることが好きな子供だった。オペラ・ハウスを経営していたとはいえ一家の暮らしは苦しく不安定なもので、クロフォードも小学校以降は正式な教育を受けることはできなかった。
クロフォードはダンサーになることが夢だったが、ある日クロフォードが友人と遊ぶためにピアノのレッスンをさぼろうとして家のベランダから飛降りたときに、牛乳瓶の破片で脚に深い傷を負ってしまった。クロフォードは3度の手術を受け、小学校にも18カ月にわたって通うことが出来なかった。幸いなことにこの怪我は完治し、クロフォードはダンサーになるという夢を捨てることはなかった。あるときカシンは使い込みの疑いで告訴され、最終的には無罪判決を受けたもののロートンには居られなくなり、一家は1916年ごろにミズーリ州のカンザスシティへ引っ越している。カシンの名前が最初に市の電話番号簿に記載されたのは1917年で、住所は東9番街403となっていた。クロフォードはカンザスシティのカトリック系の聖アグネス・アカデミーに入学した。後にアンナとカシンが離婚すると、クロフォードは勤労学生として学校に残った。その後、クロフォードはロッキンガム・アカデミーへ勤労学生として入学している。クロフォードは後年、この学校の校長夫人に叩かれたことと、料理、掃除などに追われていてほとんど勉強する暇がなかったと振り返っている。クロフォードはロッキンガム・アカデミー在学中に、最初の恋人であるトランペット奏者のレイ・スターリングと付き合っていた。スターリングはクロフォードに勉学に励むように諭していたといわれている。クロフォードは1922年にミズーリ州コロンビアのスティーヴンス女子大学に入学した。このときの名簿には1906年生まれとして登録されている。大学に入学したクロフォードだったが、わずか数カ月で退学した。

## キャリア

### キャリア初期

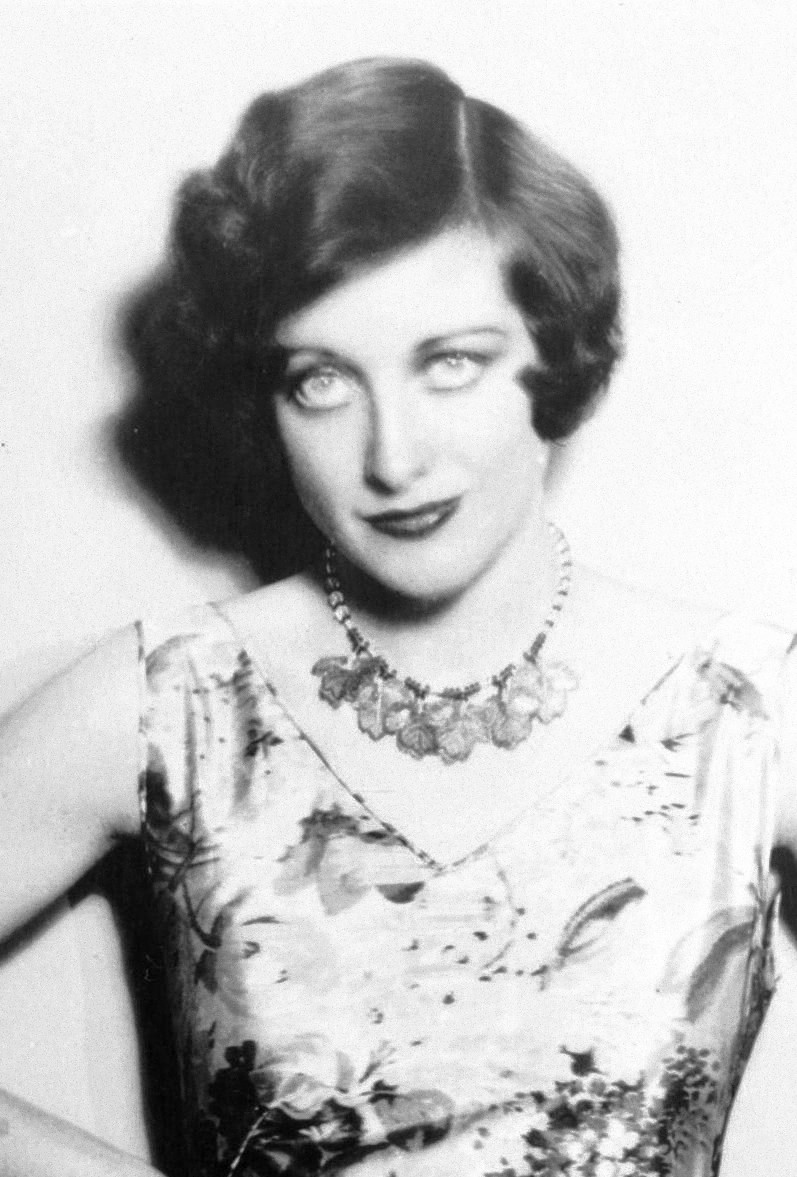
1928年に撮影されたクロフォード。

大学を中退したクロフォードは巡業演劇一座に加わり、本名のルシール・ルスールでダンサーとして働いていた。そして巡業先のデトロイトで、クロフォードは劇場主でプロデューサーのジェイコブ・シュバート (Jacob J. Shubert) に見出された。シュバートは、1924年にブロードウェイ・シアターのウィンター・ガーデン・シアターで上演される『イノセント・アイズ』のコーラスガールにクロフォードを起用した。『イノセント・アイズ』の出演中に、クロフォードはサックス奏者のジェームズ・ウェルトンと知り合った。二人は1924年に結婚し、数カ月間ともに暮らしたといわれているが、後年のクロフォードはこの「結婚」について語ったことは一度もない。クロフォードはさらなる仕事を求めて、ロウズ・シアターの宣伝担当者ニルス・グランランドに近づいた。グランランドはプロデューサーのハリー・リッチモンドの舞台に出演させることでクロフォードの身分を安定させ、さらにはスクリーン・テストを受けさせるために、クロフォードをハリウッドのプロデューサーであるハリー・ラッフ (Harry Rapf) のもとへと送った。当時のクロフォードが、家計の足しにするためにポルノ映画への出演やヌードモデルをしていたという根強い噂があるが、この噂の真偽ははっきりとしていない。1924年12月24日にラッフはグランランドに、メトロ・ゴールドウィン・メイヤー （MGM）が、週給75ドルでクロフォードと契約したいと申し出ていることを伝えた。グランランドはすぐさま電話をかけ、カンザスシティに帰省していたクロフォードにこの話を伝えている。クロフォードはハリウッドまでの旅費400ドルを借金でまかない、12月26日にカンザスシティを離れ、MGMの本社があるカリフォルニア州のカルヴァーシティに到着したのは1925年1月1日のことだった。
クロフォードが初めて映画に出演したのは、1925年の『サークル (The Circle)』で、引き続きザス・ピッツ (ZaSu Pitts) 主演作品『美人帝国 (Pretty Ladies)』にも出演した。ほかにこの年には『The Only Thing』と『古着屋クーガン (Old Clothes)』にも端役で出演している。このときのクロフォードは本名のルシール・ルスールを名乗っていた。MGMの広報責任者ピート・スミス (Pete Smith) はクロフォードの才能に気づいていたが、「ルシール・ルスール」という名前の響きがよくないと感じており、製作総責任者のルイス・B・メイヤーに「下水管 (Le Sewer)」とに聞こえると話したことがある。スミスは公募でクロフォードの芸名を決めることにし、雑誌『ムービー・ウィークリー』で読者アンケートを募った。そしてクロフォードの芸名は「ジョーン・アーデン」に決まりかかったが、同名の女優がいることが分かり、「ジョーン・クロフォード」が芸名として選ばれた。当初クロフォードは名前を「ジョアン」と発音されることを望んでいた。また「クロフォード」という姓が「ザリガニ (crawfish)」みたいに聞こえるとして嫌っていた。クロフォードと仲がよかった俳優のウィリアム・ヘインズは「みんなは君のことを“クランベリー”って呼んで、感謝祭には七面鳥といっしょにテーブルに出すんだよ」とまぜっかえしている。クロフォードはその生涯を通じて「ジョーン・クロフォード」という芸名を嫌いぬいたが「この名前が私を守ってくれたのも間違いない」と語っている。

### 実を結んだ自己アピール
自身に割り当てられる役柄が端役で、つまらない役ばかりだったために苛立ちをつのらせていたクロフォードは、自分から積極的に売り込んでいくことを決心した。MGMの脚本家フレデリカ・サガー (Frederica Sagor Maas) は「誰もジョーンをスターにしようとは思っていなかった。ジョーンがスターになったのは、ジョーンがスターになると決めたから」と振り返っている。午後にダンスを練習し、夜はハリウッド周辺のホテルで開催されていたチャールストン・ダンスやブラックボトム・ダンス (Black Bottom) の大会で優勝して顔を売っていった。

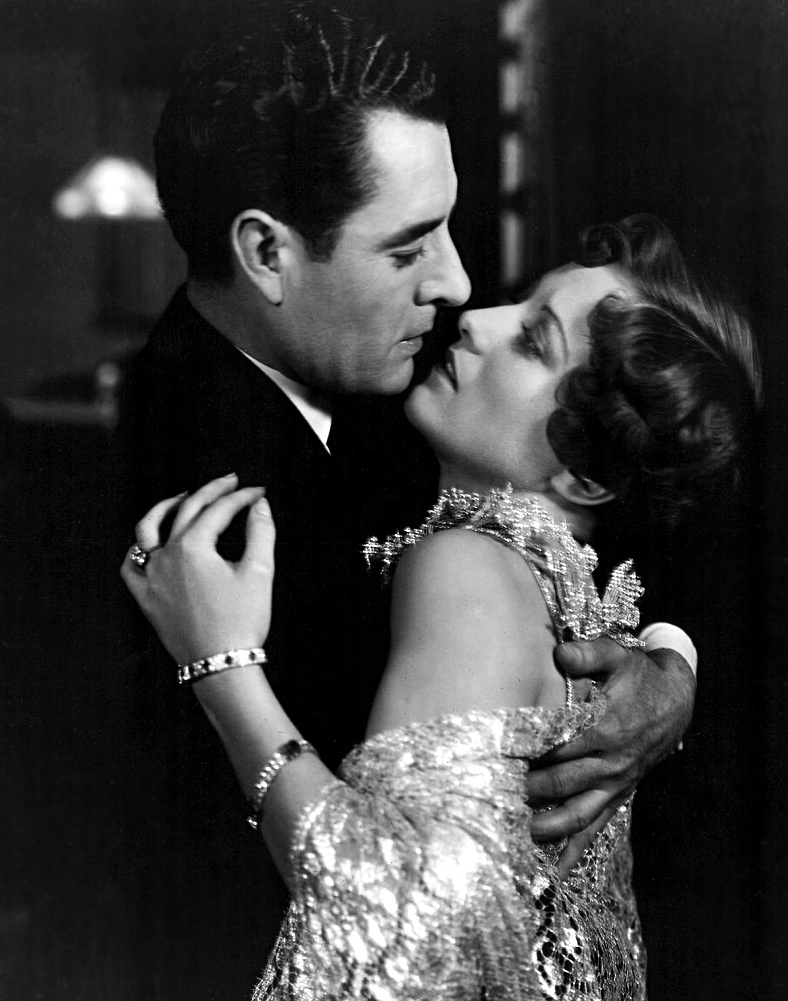
『四つの壁』（1928年）で共演したジョン・ギルバートとクロフォード。

クロフォードの自己アピールは実を結び、1925年のエドマンド・グールディング監督作品『三人の踊子 (Sally, Irene and Mary)』で、主役の一人である売れないコーラスガールのアイリーンを演じて観客の目を引いた。また、この年にはノーマ・シアラーの主演作品『夜の女 (Lady of the Night)』にも出演している。この作品での役割はシアラーのボディダブルで、クロフォードの顔が映し出される場面はごくわずかしかない。クロフォードはシアラーが演じる役柄を切望していたが、MGMで絶大な権限を持っていた大物プロデューサーであるアーヴィング・タルバーグと結婚していたシアラーが一番に優遇されるのは当然のことだった。クロフォードは「どうやったってノーマには勝てっこないわ」「彼女はボスと寝てるのよ」とこぼしている。
翌1926年にクロフォードは、メアリー・アスター、メアリー・ブライアン (Mary Brian)、ドロレス・コステロ、ドロレス・デル・リオ、ジャネット・ゲイナー、フェイ・レイらとともに、WAMPAS (Western Association of Motion Picture Advertisers) が選ぶ13名のスター候補 (WAMPAS Baby Stars) の一人に選出されている。クロフォードが1926年に出演した作品には『巴里 (Paris)』がある。クロフォードは、当時のMGMの看板俳優であるラモン・ノヴァロ、ウィリアム・ヘインズ、ジョン・ギルバート、ティム・マッコイ (Tim McCoy) らに恋心を抱くようになっていった。クロフォードは『知られぬ人』（1927年）でロン・チェイニーと共演した。チェイニーはナイフ投げ芸人のアロンソ、クロフォードは半裸でナイフ投げの的をつとめるアシスタントで、アロンソとの結婚を夢見るナノンを演じた。クロフォードは自身の女優としてのキャリアのなかで、チェイニーの演技から学んだことが何よりも大きかったとしている。「そのときが初めてでした」「カメラの前に立つこととカメラの前で演技することの違いに気づいたのは」と語っている。また、この1927年には『Spring Fever』で親友のウィリアム・ヘインズと最初の共演を果たしている。
クロフォードは1928年の『シンガポール (Across to Singapore)』で、ラモン・ノヴァロの相手役を演じている。そして同年の『踊る娘達』のダイアナ・メッドフォード役で、クロフォードは一躍スター女優の座を手に入れた。クロフォードはこの作品で、1920年代の流行の最先端をいく女優というイメージを確立し、ハリウッドでもっとも有名なフラッパーとなったのである。『踊る娘達』の後の作品も大ヒットを続け、クロフォードを崇拝する大勢のファンが生まれた。ファンの大部分は女性であり、クロフォードはアメリカ全土における自由奔放な女性の象徴に祭り上げられていった。アメリカの小説家F・スコット・フィッツジェラルドは、クロフォードについて次のように述べている。
1929年6月3日に、クロフォードは俳優の礼拝堂と呼ばれるマンハッタンの聖マラキ・ローマカトリック教会で、俳優ダグラス・フェアバンクス・ジュニアと結婚式を挙げた。その名の通りにこの教会はローマ・カトリック教会だが、クロフォードもフェアバンクスもカトリック信者ではなかった。フェアバンクスは俳優ダグラス・フェアバンクス・シニアの息子で、女優のメアリー・ピックフォードの義息にあたる。フェアバンクス・シニアとピックフォードはこの結婚に反対で、結婚後八カ月にわたって二人を自分たちの邸宅「ピックフェア (Pickfair)」に招くことはなかった。後にクロフォードとフェアバンクス・シニアの関係は修復され、クロフォードはフェアバンクス・シニアを「ダグおじさま (Uncle Doug)」、フェアバンクス・シニアはクロフォードを幼いときの愛称だった「ビリー」と呼び合う仲になっている。初めてフェアバンクス・シニアの邸宅に招き入れられて以来、二人はよくフェアバンクス・シニアの邸宅を訪れるようになったが、このことはクロフォードには苦痛だった。フェアバンクス親子がゴルフにでかけると、クロフォードはピックフォードと二人きり、あるいは一人で留守番をしなければならなかった。
クロフォードには南部訛りがあり、自身の言葉遣いや口調の矯正に根気よく取り組んでいた。
フェアバンクス・ジュニアと結婚した1929年に、クロフォードは最後のサイレント映画となる『Our Modern Maidens』に出演し、最初のトーキー映画となる『花嫁修業 (Untamed)』でロバート・モンゴメリーと共演している。『花嫁修業』の興行成績は目ざましく、クロフォードのトーキー映画への移行は成功を収めた。

### 映画界の女王と人気の低下

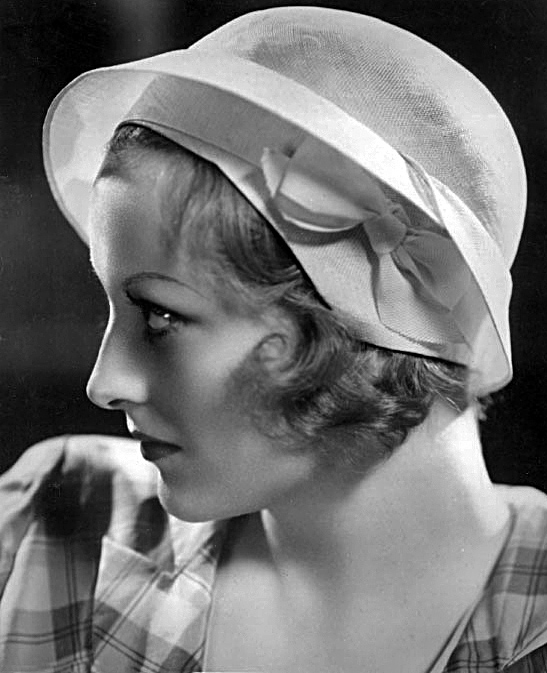
1932年に撮影されたクロフォードの宣材写真。

1930年に公開された初期のトーキー映画『モンタナの月』で、ジョニー・マック・ブラウン (Johnny Mack Brown) の相手役を演じたクロフォードは大成功を収め、新たなトーキー映画の時代でもスター女優であることを証明した。続いてロバート・モンゴメリーと競演した『デパートの横顔 (Our Blushing Brides)』も大ヒットしている。これらの映画は、サイレント映画時代にクロフォードの代名詞となっていたフラッパー女優としてではなく、クロフォードをより洗練された女優として売り出そうとするMGMの意向で製作されたものだった。
クロフォードは1931年の『蜃気楼の女』で、クラーク・ゲーブルの相手役をつとめた。撮影中にクロフォードとゲーブルは関係を持つようになったが、製作総責任者のルイス・B・メイヤーがゲーブルに最後通告を突きつけたために二人の関係は終わっている。この『蜃気楼の女』は公開と同時に大ヒットした。
『蜃気楼の女』に引き続いて、クロフォードは『グランド・ホテル』（1932年）に出演した。この作品は世界初のオールスター・キャストの映画作品として知られており、出演者は当時のMGMの看板スターだったグレタ・ガルボ、ジョン・バリモア、ウォーレス・ビアリーといった俳優陣だった。『グランド・ホテル』は1932年度のMGMでもっとも興行成績を揚げた作品であり、第5回アカデミー作品賞を受賞している。この年に『モーション・ピクチャー・ヘラルド誌』が実施した「もっとも興行成績をあげられるスター」の投票企画で、クロフォードはマリー・ドレスラー、ジャネット・ゲイナーに続く3位となっている。ドレスラーは1931年に、ゲイナーは1928年に、それぞれアカデミー主演女優賞を獲得していた女優だった。
クロフォードは続く『令嬢殺人事件』（1932年）でも成功を収めた。しかしながら公開後間もなくして、この映画のあらすじが他の作品からの盗作ではないかという声が上がり、MGMは『令嬢殺人事件』の公開中止を余儀なくされた。この『令嬢殺人事件』はTV放映されたことがなく、ビデオ作品としてもリリースされていないために、クロフォードの幻の作品となっている。『令嬢殺人事件』でクロフォードが演じたレティ・リントンが着用した、衣装担当のエイドリアン (Adrian) のデザインによるドレスは「レティ・リントン・ドレス」と呼ばれて大きな注目を集めた。肩に大きなフリルのついた白いコットンオーガンジーのこのドレスを、ニューヨークの百貨店メイシーズがレプリカとして1932年に販売し、アメリカ全土で500,000着以上売れている。次作の『雨』（1932年）はジョン・コルトン (John Colton) が脚本を担当した映画である。サマセット・モームの短編小説を原作とする『雨』は、過去に何度か舞台化、映画化された作品だった。クロフォードが演じた、したたかだが傷つきやすい娼婦サディ・トンプソン役は、舞台でジーン・イーグルス (Jeanne Eagels)、サイレント映画でグロリア・スワンソンらが過去に演じている。しかしながらクロフォードのサディ・トンプソン役は評判がよくなく、作品の興行的にも失敗作となっている。
1933年5月に、クロフォードはフェアバンクス・ジュニアと離婚した。クロフォードは「心にこの上ない大きな傷を負った」とし、フェアバンクス・ジュニアがクロフォードの友人たちに対して「嫉妬と猜疑の目を向け」「とるに足らない些細なことで、私を一晩中大声で責め立てた」と主張している。フェアバンクス・ジュニアと離婚したクロフォードは『ダンシング・レディ』（1933年）で再びクラーク・ゲーブルと共演した。まだ映画界では無名だったころのフレッド・アステアも出演しているこの作品の出演者の中で、クロフォードはもっとも出演料が高額な俳優だった。次作『蛍の光 (Sadie McKee)』ではジーン・レイモンド (Gene Raymond)、フランチョット・トーンと共演している。この年のクロフォードとクラーク・ゲーブルとの共演はこの後も続き、『私のダイナ』（1934年）で5本目、『結婚十分前』（1934年）で6本目の共演となっている。
1935年にクロフォードは『蛍の光』でも共演した、ニューヨーク出身の舞台俳優フランチョット・トーンと結婚した。クロフォードとトーンは『今日限りの命』（1933年）で初共演し、すぐに意気投合した。ただし、当時のクロフォードはフェアバンクス・ジュニアと離婚したばかりで、新たな恋愛には二の足を踏んでいたともいわれている。結婚した二人は、クロフォードの自宅があったカリフォルニア州ブレントウッドに小さな劇場を建て、仲間うちで古典劇を上演して楽しんだ。クロフォードは結婚する以前からトーンのハリウッドでの俳優活動を支援、宣伝していたが、トーンは映画にはほとんど興味がなかったために、クロフォードも最後には諦めている。その後トーンは酒浸りとなり、クロフォードに暴力を振るうようになっていった。トーンとの結婚生活に耐えられなくなったクロフォードは離婚調停を申請し、1939年にこの申請が認められた。後にクロフォードとトーンは和解し、1964年にトーンがクロフォードに再び求婚したこともあった。1968年にトーンが死去したときには、クロフォードが火葬の手配をし、遺灰をカナダのマスコカ湖に散骨した。
1936年にクロフォードは『豪華一代娘』に、マーガレット・オニール・イートン (Margaret O'Neill Eaton) 役で出演し、ロバート・テイラーや当時はまだ夫だったフランチョット・トーンと共演した。興行成績は普通であり、MGMが期待したほどのヒットとはならなかった。また、この年にはクラーク・ゲーブルとの共演作『空駆ける恋』も公開されている。クロフォードが出演する作品の興行成績は概ね好調を続けていたが、クロフォード自身の人気は緩やかに落ち込んでいった。1937年にクロフォードは、雑誌『ライフ』で「映画界の女王」の称号で呼ばれているが、大衆からの人気の衰えは止まらなかった。1937年の夏には、クロフォードが出演する映画の興行成績順位が7位から40位に落ち込んでいる。1937年の『花嫁は紅衣装』は、その年のMGM最大の失敗作となってしまっている。1938年5月に雑誌『インディペンデント・フィルム・ジャーナル』は、グレタ・ガルボ、キャサリン・ヘプバーン、フレッド・アステア、ノーマ・シアラー、マレーネ・ディートリヒらと並んで、クロフォードを出演料が高く人気がある割には興行成績に貢献しない俳優 (Box Office Poison) として記事にした 。

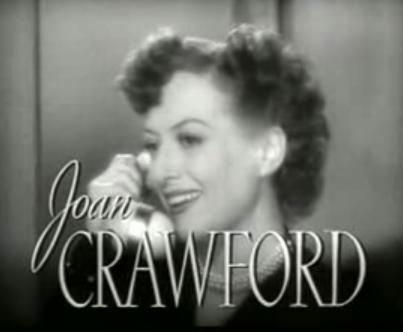
『ザ・ウィメン』（1939年）の予告編。

クロフォードは1939年の『ザ・ウィメン』に、浮気相手の家庭を壊すクリスタル・アレン役で出演した。1940年の『Strange Cargo』は、8本目にして最後となるクラーク・ゲーブルとの共演作品となった。1941年の『女の顔』では、顔に醜い傷跡を持つ恐喝者アンナ・ホルム役を演じた。この映画は1938年に公開されたスウェーデン映画のリメイク作品で、このときのアンナ・ホルム役はハリウッド進出前の若きイングリッド・バーグマンが演じていた。
クロフォードが最初の養子となる娘を引き取ったのは1940年のことである。当時のクロフォードは独身であり、カリフォルニアの州法では養子をとることはできなかったために、クロフォードはラスベガスの代理人経由で養子縁組を成立させた。この娘はジョーンという名前で呼ばれていたが、クロフォードが引き取ったときにクリスティーナ (Christina) という名前に改名している。その後クロフォードは6カ月の交際期間を経て、1942年7月21日に俳優フィリップ・テリー (Phillip Terry) と結婚した。クロフォードとフィリップは二人目となるとなる養子をとり、クリストファーと名付けた。しかしながらクリストファーが生みの親のもとに戻されたために二人は別の養子を迎え、フィリップ・テリー・ジュニアと名付けた。しかしながら、1946年にクロフォードとフィリップは離婚したために、養子のフィリップ・テリー・ジュニアはクリストファー・クロフォードに改名している。
MGMと契約を結んでから18年後の1943年6月29日に、クロフォードとMGMは双方合意のもとで契約を終了した。このとき映画の製作契約がクロフォード側に数本分残っていたために、MGMはクロフォードに100,000ドルの違約金を支払っている。第二次世界大戦中にクロフォードはアメリカ女性志願兵 (American Women's Voluntary Services) の一員に加わっている。

### ワーナー・ブラザースへの移籍
新たな環境を求めてMGMとの契約を終了したクロフォードは、1943年7月1日にワーナー・ブラザースと500,000ドルで3本の映画出演契約を結び、ワーナー・ブラザースの女優となった。クロフォードがワーナー・ブラザースで最初に出演した映画は1944年の『ハリウッド玉手箱 (Hollywood Canteen)』である。第二次世界大戦時のアメリカ軍の士気向上を目的として製作されたこの作品には、クロフォードをはじめ当時のトップスターたちが多数カメオ出演している。クロフォードはワーナー・ブラザースに移籍した大きな理由の一つとして、イーディス・ウォートン (Edith Wharton) が1911年に書いた小説『イーサン・フローム (Ethan Frome)』を1944年に映画化する予定で、そのマッティ役をワーナー・ブラザースから提示されたからだと語っている。

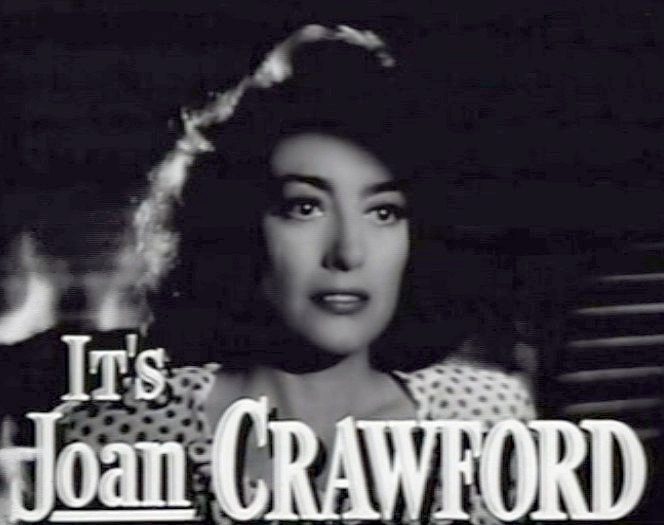
『ミルドレッド・ピアース』1945年）の予告編。この作品のミルドレッド・ピアース役で、クロフォードはアカデミー主演女優賞を獲得した。

クロフォードはジェームズ・M・ケインの小説を原作とした『ミルドレッド・ピアース』（1945年）の主役を熱望していたが、ワーナー・ブラザースが主役ミルドレッド・ピアースに考えていたのはベティ・デイヴィスだった。しかしながらデイヴィスはこの役を断った。監督のマイケル・カーティスはクロフォードがミルドレッド役に相応しいとは思っておらず、デイヴィスの代役としてバーバラ・スタンウィック、オリヴィア・デ・ハヴィランド、ジョーン・フォンテインなどの女優を希望していた。最終的にはワーナー・ブラザースがカーティスの主張を押し切って、ミルドレッド役にクロフォードを起用することを決定した。カーティスはクロフォードに対して、スクリーンテストを受けて自分がミルドレッド役に相応しいことを証明するよう求めている。そしてテストの結果を確認したカーティスは、クロフォードのミルドレッド役への起用を認めた。しかしながら『ミルドレッド・ピアース』の撮影中も監督カーティスはクロフォードに批判的で、両者の間には緊張感がただよっており、プロデューサーのジェリー・ウォルドがいつもなだめ役に回っていた.。カーティスはジャック・L・ワーナーに向かって「彼女（クロフォード）は鼻持ちならない気取った様子で、肩パッドをつめこんだ忌々しい格好をしてスタジオにやってくるんですよ。こんな映画の監督をやるなんて時間の無駄にすぎません」と愚痴ったことがある。クロフォードの共演陣は、ジャック・カーソン、ザカリー・スコット (Zachary Scott)、イヴ・アーデン (Eve Arden)、アン・ブライス、バタフライ・マックイーン (Butterfly McQueen) だった。『ミルドレッド・ピアース』は大評判となり、興行的にも成功した。クロフォードも「キャリア最高の演技を見せつけた」と高く評価されている。『ミルドレッド・ピアース』はアカデミー賞に6部門でノミネートされ、クロフォードは初のノミネートでアカデミー主演女優賞を獲得した。クロフォードはさらにこの作品でナショナル・ボード・オブ・レビュー主演女優賞も受賞している。
『ミルドレッド・ピアース』の大成功は、クロフォードの女優としての評価を蘇らせた。その後の数年間、クロフォードはハリウッドでもっとも尊敬され、成功した女優として君臨していた。1946年にクロフォードは、中年女性と若い男性との恋愛を描いた『ユーモレスク』でジョン・ガーフィールドと共演した。ヴァン・ヘフリンと共演した1947年の『失われた心』で演じたルイーズ・ハウエル役で、クロフォードは2度目のアカデミー主演女優賞にノミネートされている。『哀しみの恋』（1947年）ではダナ・アンドリュース、ヘンリー・フォンダと共演し、ザカリー・スコット、デイヴィッド・ブライアン (David Brian) と共演した『美しさゆえに (Flamingo Road)』（1949年）では、カーニヴァル・ダンサー役を演じた。また、ドリス・デイが主演した『It's a Great Feeling』（1949年）には全編にわたって、エロール・フリン、ゲイリー・クーパー、エドワード・G・ロビンソンら当時の人気スターが多くカメオ出演しており、自身に扮したクロフォードも見ることができる。1950年にクロフォードはフィルム・ノワール作品『悪党は泣かない (The Damned Don't Cry!)』でデイヴィッド・ブライアン、スティーヴ・コクラン (Steve Cochran) と共演し、『ハリエット・クレイグ (Harriet Craig)』ではウェンデル・コリー (Wendell Corey) と共演した。
クロフォード自身が「最悪」と評した映画『This Woman Is Dangerous』（1952年）が完成すると、クロフォードはワーナー・ブラザースへ契約解除を申し入れた。これは、すでにワーナー・ブラザースがクロフォードへの興味を失っており、自身の女優としてのキャリアからしても移籍したほうがいいと考えたためだった。同年に出演したRKO作品『突然の恐怖』（1952年）のマイラ・ハドソン役で、クロフォードは3度目にして最後となるアカデミー主演女優賞にノミネートされている。1953年に最後のMGMでの作品となる『Torch Song』で、ブロードウェイのミュージカルスターであるジェニー・スチュワート役を演じた。この作品は好評を博し、興行成績もまあまあだった。クロフォードの演技も「生気にあふれ、刺激的だ。激しくもあり、女性的でもある。ジョーン・クロフォードの全てがとらえられている」と評価されている。
クロフォードは1947年に、シンディとキャシーという名前の双子と養子縁組した
。

### ラジオ番組とテレビ番組
クロフォードは1939年1月8日に「スクリーン・ギルド・シアター (The Screen Guild Theater)」というラジオ番組に出演した。その他、1940年の「ライト・アウト (Lights Out)」、1941年の「みんなの劇場 (Everyman's Theater)」、1948年の「ラックス・ラジオ・シアター (Lux Radio Theater)」、「ドキュメント A/777」など複数のラジオに出演経験がある。また、俳優のエピソードを紹介するアンソロジーテレビ番組「パイロット・エピソード」で特集された1959年の「ジョーン・クロフォード・ショウ」にゲストで出演した。

### アルフレッド・スティールとペプシコ社
1955年5月10日にクロフォードは、ラスベガスのフラミンゴ・ホテルでアルフレッド・スティール (Alfred Steele) と結婚式を挙げた。クロフォードとスティールが出会ったのは1950年に開かれたパーティの会場で、当時のスティールはペプシコ社の重役だった。二人は1954年の年越しパーティでさらに親密になっていった。このときのスティールはペプシコ社の社長になっていた。後にスティールはペプシコ社の会長兼最高経営責任者となっている。結婚後のクロフォードは、ペプシコ社の代表として各地を訪れた。クロフォードがペプシコ社の社用で旅した距離は、およそ100,000マイルだといわれている 。
スティールは心臓麻痺で1959年に死去した。未亡人となったクロフォードに、ペプシコ社は当初、もう社用に関わる必要はないと告知していた。しかしながらクロフォードがコラムニストのルエラ・パーソンズにペプシコ社とのいきさつを話すと、ペプシコ社は前言を撤回してクロフォードをもとの地位に戻し、取締役会は空席となっていた役員の席をクロフォードに与えた。
クロフォードは年に1回の「パリー賞 (Pally Award)」を、ペプシコ社から6度受賞している。ブロンズのペプシコーラのボトルをトロフィーとしたこの賞は、販売成績にもっとも貢献した従業員に贈られるペプシコ社の社内褒賞である。1973年にクロフォードはペプシコ社の幹部職員ドナルド・M・ケンドールからの勧告でペプシコ社からの引退を余儀なくされた。ケンドールは数年来クロフォードのことを「毒牙」と評していた人物だった。

### 後半生
1952年の『突然の恐怖』でアカデミー主演女優賞にノミネートされて以降も、クロフォードは数十年間にわたって女優の仕事を続けていた。1954年の西部劇『大砂塵』ではスターリング・ヘイドンと共演している。その後クロフォードはいわゆるB級映画のメロドラマにも出演しているが、評価も興行成績も芳しくない作品もあった。1955年の『Female on the Beach』でジェフ・チャンドラー (Jeff Chandler) と、同年の『Queen Bee』ではジョン・アイアランドと、それぞれ共演している。1956年には『枯葉』でクリフ・ロバートソン、1957年には『光は愛とともに (The Story of Esther Costello)』でロッサノ・ブラッツィと共演した。スティールと死別後、ほぼ全財産を使い果たしていたクロフォードは、『大都会の女たち (The Best of Everything)』（1959年）のアマンダ・ファロウのような端役も引き受けるようになっていった。映画スターとはいわれなくなったクロフォードだったが、その演技に対する評価は高かった。しかしながら1960年代前半には、クロフォードの映画界での地位や名声は大きく低下していた。

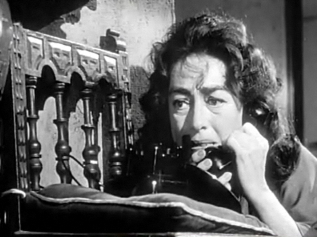
『何がジェーンに起ったか?』（1962年）の予告編。クロフォードはブランチ・ハドソン役を演じた。

クロフォードは『何がジェーンに起ったか?』（1962年）に出演し、以前はきわめて人気の高い映画スターだったが、現在では事故のために車椅子生活を送っているブランチ・ハドソン役を演じた。精神障害者の妹との確執を描いたこの心理スリラー作品は非常に高い評価を得た。当初のクロフォードはこの役にあまり乗り気ではなかったが、自身の相手役となる妹ジェーン役にベティ・デイヴィスを推したといわれている。監督のロバート・アルドリッチは、デイヴィスもクロフォードもこの映画がいかに自分たちのキャリアで重要な作品であるかを理解していたとし「二人がお互いを心から嫌いあっていたことは間違いない。だが二人とも本当に完璧な立ち居振る舞いをみせた」とコメントしている。撮影が終わると互いにとどまるところを知らない悪口を公言しあうようになり、結局この二人の仲は終生悪いままとなってしまった。『何がジェーンに起ったか?』は大ヒットし、アメリカ全土での公開後わずか11日間で製作費用を全額回収した。第35回アカデミー賞ではベティ・デイヴィスが主演女優賞にノミネートされたほか、助演男優賞、撮影賞（モノクロ）、衣装デザイン賞（モノクロ）、音響賞にノミネートされている。第35回アカデミー賞において、主演女優賞にノミネートされなかったジョーン・クロフォードは、ベティ・デイヴィスの受賞への反対活動を行った。また、同賞の授賞式に「監督賞のプレゼンター役」で出演し、さらに、演劇に出演中であって授賞式に出演できなかった受賞者アン・バンクロフト（『奇跡の人』で受賞）の代理人として、オスカー像を手にした。
1964年にクロフォードは、ウィリアム・キャッスルが監督したホラー・ミステリー『血だらけの惨劇』にルーシー・ハービン役で出演した。同年に『何がジェーンに起ったか?』の監督ロバート・アルドリッチが、『ふるえて眠れ』で再びクロフォードとベティ・デイヴィスを共演させようとした。しかしながら、ルイジアナ州での撮影中にクロフォードがデイヴィスから嫌がらせを受け続けたといわれており、クロフォードはハリウッドに引き返してそのまま入院してしまった。クロフォードは長期間にわたって撮影現場に復帰せず、自分は病気だと言い張り続けた。結局アルドリッチはクロフォードを降板させ、代役にオリヴィア・デ・ハヴィランドを起用している。クロフォードはこの知らせに大きく憤慨し「私は配役の交代を、病院のベッドに横たわりながらラジオで知った」そして「9時間もの間泣き続けた」と語っている。クロフォードは生涯デイヴィスとアルドリッチに恨みの念を持っており、アルドリッチのことを「邪悪で身の毛がよだつ下品なものを愛する男」だと非難し、アルドリッチも「だから私はミス・クロフォードを心から愛しているのか」と返している 。

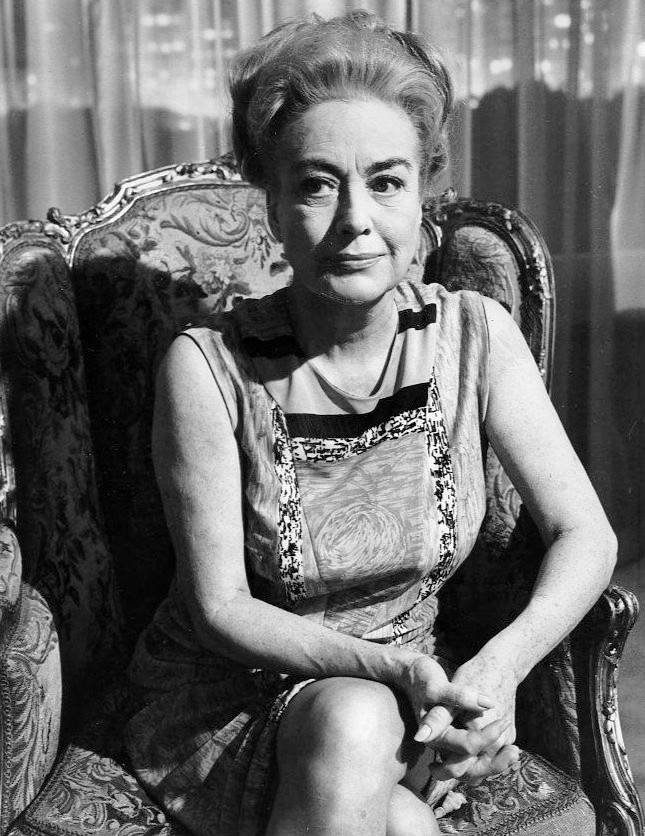
テレビドラマ『四次元への招待』出演時のクロフォード。1969年撮影。

クロフォードは1965年にジョン・アイアランドとウィリアム・キャッスル監督のスリラー映画『I Saw What You Did』で共演した。1967年にはホラー・スリラー映画『姿なき殺人』のモニカ・リヴァース役を演じている。『姿なき殺人』公開後に、クロフォードはテレビコメディドラマ『ルーシー・ショー』に自分自身の役でゲスト出演した。クロフォードが出演したエピソードは第87話「かわいそうなスター？」で、1968年2月26日に放映されている。番組のリハーサルが開始されたときに、クロフォードは最初から多量の酒を口にしており、もめ事を起こし続けた。このため『ルーシー・ショー』の主役ルシル・ボールは、クロフォードを降板させてグロリア・スワンソンを代役に起用すべきだと言い出す始末だった。しかしながら本番が始まると、クロフォードは台詞回しを始め番組を完璧にやり通した。チャールストンも踊りこなし、スタジオの観客から二度のスタンディング・オベーションを受けている。
1968年10月に、ニューヨークでCBS放送のソープオペラ『シークレット・ストーム (The Secret Storm)』に出演していた、クロフォードの義娘で当時29歳のクリスティーナが卵巣嚢胞破裂のために緊急入院した。このときクロフォードはクリスティーナが復帰するまで代役を務めることをテレビ局に申し入れ、プロデューサーのグロリア・モンティもこの提案を直ちに受け入れた。クロフォードはリハーサルこそ無難にまとめあげたが、本番撮影になると平静を失ってしまった。このため、ディレクターとプロデューサーは撮影フィルムから放映に耐えうるシーンを抜粋して切り貼りする編集作業に苦労することとなった。クロフォードは1969年にテレビ映画『四次元への招待』のパイロット版に出演した。『四次元への招待』はスティーヴン・スピルバーグが監督を務めた最初期の作品の一つとしても知られている。ほかにクロフォードは、1970年1月30日に放映されたシットコム『ティム・コンウェイ・ショー (The Tim Conway Show)』のパイロット版第一話に、本人役でカメオ出演している。
クロフォードが出演する最後の映画作品となったのが、1970年のSFホラー作品『地底の原始人・キングゴリラ』である。クロフォードは女優としての45年間のキャリアで、90本以上の映画に出演した。映画からは引退したクロフォードだったが、テレビ番組にはこの後も出演している。西部劇ドラマ『バージニアン』の1970年に放映されたエピソード「ナイトメア」でのステファニー・ホワイト役と、『シックス・センス (The Sixth Sense)』の1972年に放映されたエピソード「Dear Joan: We're Going to Scare You to Death」で、この『シックス・センス』がクロフォードの最後の演技となった。

## 最晩年
1970年にクロフォードはゴールデングローブ賞のセシル・B・デミル賞を受賞した。クロフォードへのプレゼンターをジョン・ウェインがつとめ、ロサンゼルスのアンバサダーホテルで開催されたこの授賞式はテレビ放映されている。クロフォードはこのときの受賞スピーチで、わずか4カ月しか通わなかったスティーヴンス女子大学の思い出を口にしている。
クロフォードは1962年にジェーン・ケスナーと共著で自叙伝『A Portrait of Joan』をダブルデイ社から出版し、1971年にもサイモン&シュスター社から『My Way of Life』を出版している。両書ともに、出版前に噂されていた低俗な暴露本になるだろうという予想を裏切って、クロフォードの身だしなみ、衣服、運動、食生活などがこと細かに語られた書籍だった。クロフォードの死後、その部屋からジョン・F・ケネディの写真が発見された。ケネディは、1960年の大統領選挙でクロフォードが投票したといわれている政治家だった。
1973年9月にクロフォードは、それまで住んでいた部屋 (22-G) から、より狭い隣の部屋 (22-H) へと引っ越した。クロフォードが最後に公の場に姿を見せたのは1974年9月23日で、ニューヨークのレインボールームで開催された、クロフォードの旧友ロザリンド・ラッセルの記念パーティでのことだった。翌日の新聞に掲載されたこのパーティの模様を撮影した写真には、クロフォードの容貌の衰えがはっきりと写しだされていた。写真をみたクロフォードは「こんな私の姿を誰が見たいと思うでしょう」と語ったという。これ以降、クロフォードはあらゆる公式の場への出席を断り、自宅に引きこもるようになっていった。歯の状態が悪くなったことに起因する口腔手術を受けて1972年から1975年半ばまで、ほぼ24時間体制の看護が必要になったこともあった。この時期クロフォードは抗生物質治療を受けていたが、1974年10月に酒を飲んで気を失い、顔を強打した。この事故のためにクロフォードは酒とタバコを止めている。ただしクロフォードは酒とタバコを止めたのはクリスチャン・サイエンスに帰依したためだと公言した。この事故でクロフォードと保険会社がやりとりした書簡が、ニューヨーク公共図書館の芸術コレクション (New York Public Library for the Performing Arts) に保管されている。

## 死去

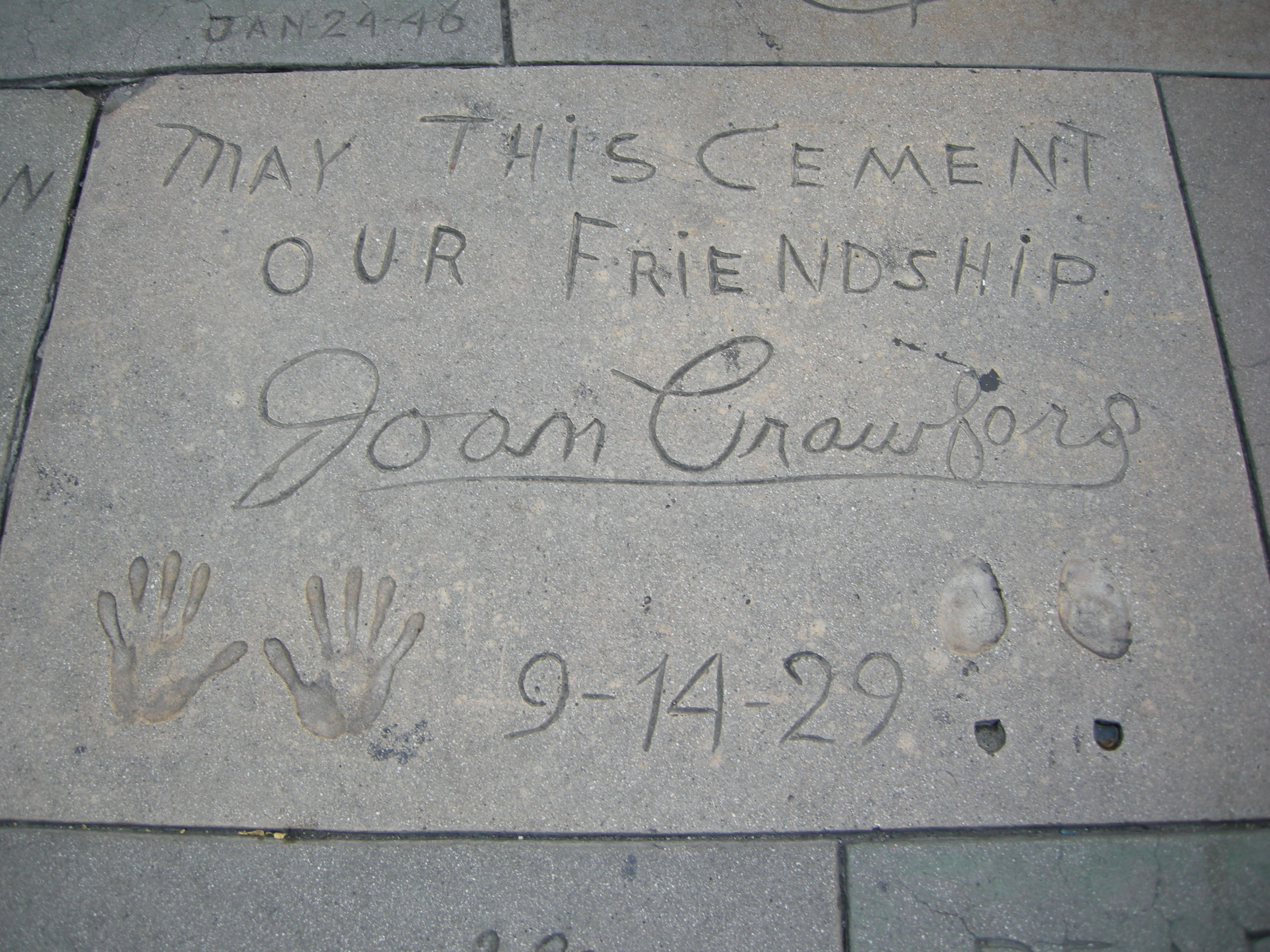
TCL・チャイニーズ・シアターの前庭に設置されているクロフォードのサイン、手形、足形。（1929年9月14日付）

クロフォードは1977年5月8日に、それまで可愛がっていたプリンセス・ロータス・ブロッサムという名前のシーズー犬を、しっかりと面倒を見ることができなくなったとして、他者に譲り渡した。クロフォードが心臓麻痺により、マンハッタンの自宅で死去したのはそれから二日後のことで、膵臓がんにも罹病していたといわれている。クロフォードの葬式は、1977年5月13日にマンハッタンのフランク・E・キャンベル葬儀場で行われた。1976年10月28日に作成された遺書により、クロフォードが残した2,000,000ドルの遺産から、養子4名のうち年少のシンディとキャシーにそれぞれ77,500ドルが贈与された。しかしながら、年長の養子であるクリスティーナとクリストファーには遺産相続権が剥奪されていた。クロフォードの遺書には「息子クリストファーと娘クリスティーナに遺すものはなにもありません。理由は二人が一番よく知っているはずです」と書かれていた。シンディとキャシーの相続分を除くクロフォードの遺産がどうなったかは公表されていない。
1977年5月16日に、ニューヨークのオールソウルズ・ユニテリアン教会でクロフォードの死を悼む祈念式典が開かれた。参列者の中には、クロフォードの旧友だった女優マーナ・ロイの姿もあった。6月24日には、映画監督ジョージ・キューカーが主催した祈念式典が、ビバリーヒルズの映画芸術科学アカデミーにあるサミュエル・ゴールドウィン・シアターで挙行されている。クロフォードの遺骨はニューヨークのハーツデイルにあるファーンクリフ墓地の、最後の夫であるアルフレッド・スティールの墓に合葬された。
ハリウッド大通りにあるTCL・チャイニーズ・シアターの前庭にはハリウッドに多大な貢献をした業界人たちのサインや手形のタイルがあり、クロフォードのサイン、手形、足型のタイルもこの前庭に置かれている。また、ハリウッド・ウォーク・オブ・フェームのヴァイン通り1750には、クロフォードのスター・プレートが設置されている。男性誌『PLAYBOY』は、1999年に「20世紀でもっともセクシーな女性 100」の84位にクロフォードを選定した。
なお、2017年に放送されたテレビシリーズ『フュード/確執 ベティ vs ジョーン』では、「何がジェーンに起ったか?」を中核としたクロフォードとのデイヴィスとの対立する人生が描かれ、ジェシカ・ラングがクロフォード役を演じた。

## 『親愛なるマミー』

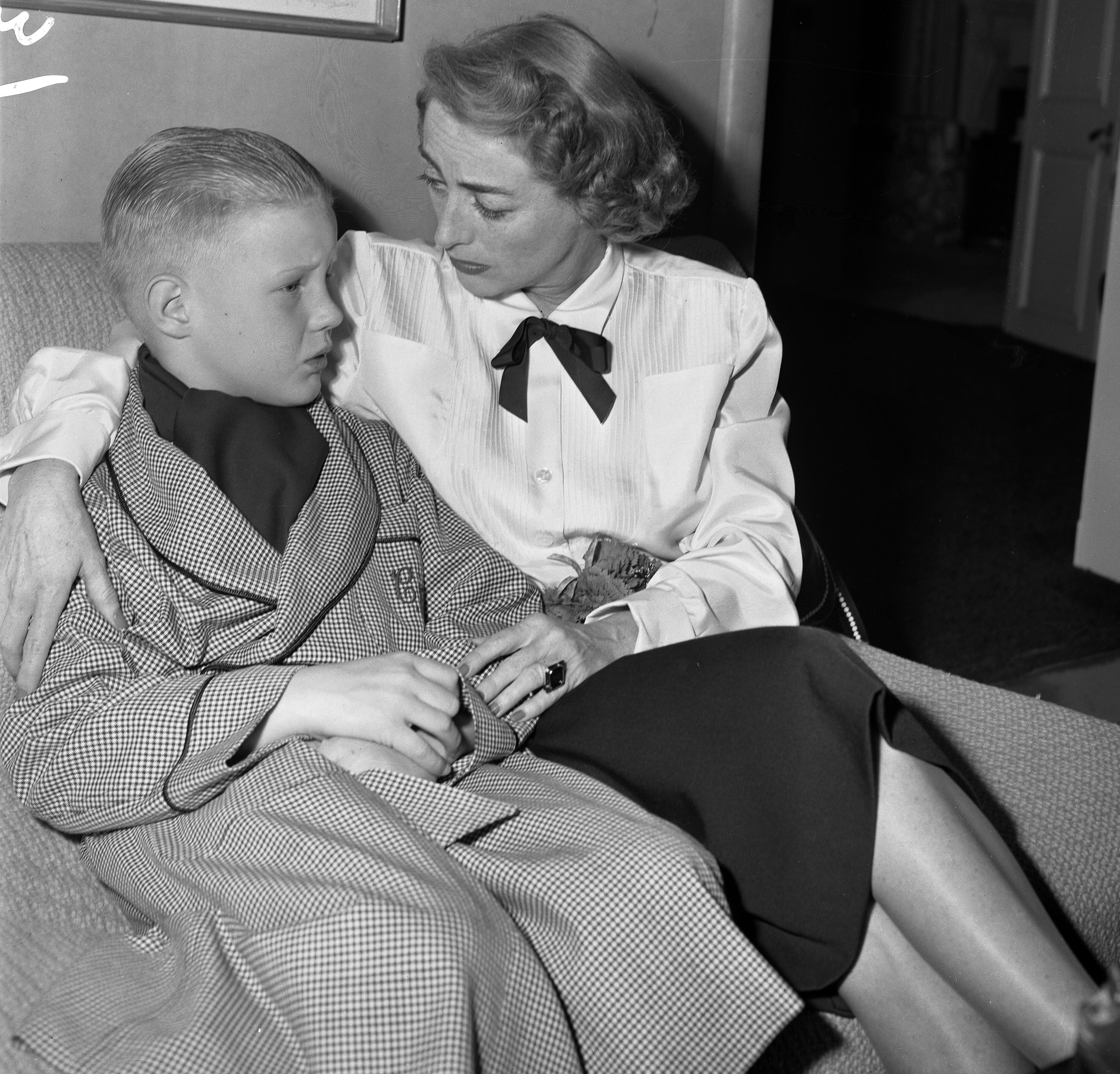
クロフォードと養子クリストファー。1951年撮影。クロフォードには、年長の養子であるクリスティーナとこのクリストファーに対する児童虐待の疑いがもたれている。

クロフォードが死去した翌年の1978年11月に、クロフォードの義娘クリスティーナが『親愛なるマミー―ジョーン・クロフォードの虚像と実像 (Mommie Dearest)』という題名の本を出版した。この本にはクロフォードが養子4人のうち、年長のクリスティーナとクリストファーに肉体的、精神的に虐待を繰り返していたと主張されている。これに対し、ヴァン・ジョンソン、アン・ブライス、マレーネ・ディートリヒ、マーナ・ロイ、シーザー・ロメロ、ダグラス・フェアバンクス・ジュニアら多くのクロフォードの友人や共演者たち、そしてクロフォードの年少の養子であるシンディとキャシーから、本の内容がでたらめで悪意に満ちているという非難の声が巻き起こった。その一方で、ベティ・ハットン、ヘレン・ヘイズ、ヘイズの息子ジェームズ・マッカーサー (James MacArthur)、ジューン・アリソン、リズ・スミス (Liz Smith)、レックス・リード (Rex Reed)、ヴィンセント・シャーマンなどは、クロフォードが子供たちを虐待しているのを見たことがあると証言している。クロフォードの秘書だったジェリ・バインダー・スミスも、クリスティーナの書いた本は事実に基づいていると認めている。
『親愛なるマミー―ジョーン・クロフォードの虚像と実像』はベストセラーとなり、1981年にはフェイ・ダナウェイをクロフォード役に配して『愛と憎しみの伝説』という題名で映画化された。

## 出演作品

### サイレント映画
| 公開年 | #  | 邦題 原題                                  | 役名                                     | 製作会社                                                       |
| ------ | -- | ------------------------------------------ | ---------------------------------------- | -------------------------------------------------------------- |
| 1925年 | 1  | 『夜の女』 Lady of the Night               | ノーマ・シアラーのボディダブル。         | メトロ・ゴールドウィン・メイヤー                               |
| 1925年 | 2  | Proud Flesh                                | サンフランシスコ・ガール                 | メトロ・ゴールドウィン・メイヤー                               |
| 1925年 | 3  | 『モダン結婚』 A Slave of Fashion‡         | マネキン                                 | メトロ・ゴールドウィン・メイヤー                               |
| 1925年 | 4  | 『メリー・ウィドウ』The Merry Widow        | エキストラ（ボールルームで踊るダンサー） | メトロ・ゴールドウィン・メイヤー                               |
| 1925年 | 5  | 『美人帝国』 Pretty Ladies                 | ショーガールのボビー                     | メトロ・ゴールドウィン・メイヤー                               |
| 1925年 | 6  | 『サークル』 The Circle                    | レディ・キャサリン（若年期）             | メトロ・ゴールドウィン・メイヤー                               |
| 1925年 | 7  | 『海軍士官候補生』 The Midshipman          | エキストラ                               | メトロ・ゴールドウィン・メイヤー                               |
| 1925年 | 8  | The Exquisite Sinner‡                      | エキストラ                               | メトロ・ゴールドウィン・メイヤー                               |
| 1925年 | 9  | 『ビッグ・パレード』 The Big Parade        | エキストラ                               | メトロ・ゴールドウィン・メイヤー                               |
| 1925年 | 10 | 『ベン・ハー』 Ben Hur                     | エキストラ                               | メトロ・ゴールドウィン・メイヤー                               |
| 1925年 | 11 | 『古着屋クーガン』 Old Clothes             | メアリー・ライリー                       | メトロ・ゴールドウィン・メイヤー                               |
| 1925年 | 12 | The Only Thing                             | パーティー客                             | メトロ・ゴールドウィン・メイヤー                               |
| 1925年 | 13 | 『三人の踊子』 Sally, Irene and Mary       | アイリーン                               | メトロ・ゴールドウィン・メイヤー                               |
| 1926年 | 14 | 『初陣ハリー』 Tramp, Tramp, Tramp         | ベティ・バートン                         | ファースト・ナショナル・ピクチャーズ (First National Pictures) |
| 1926年 | 15 | 『踊る英雄』 The Boob                      | ジェーン                                 | メトロ・ゴールドウィン・メイヤー                               |
| 1926年 | 16 | 『巴里』 Paris                             | 少女                                     | メトロ・ゴールドウィン・メイヤー                               |
| 1927年 | 17 | 『荒原の勝利者』 Winners of the Wilderness | レネ・コントレクール                     | メトロ・ゴールドウィン・メイヤー                               |
| 1927年 | 18 | The Taxi Dancer                            | ジョスリン・ポー                         | メトロ・ゴールドウィン・メイヤー                               |
| 1927年 | 19 | The Understanding Heart                    | モニカ・ダール                           | メトロ・ゴールドウィン・メイヤー                               |
| 1927年 | 20 | 『知られぬ人』 The Unknown                 | ナノン                                   | メトロ・ゴールドウィン・メイヤー                               |
| 1927年 | 21 | 『密輸入者の恋』 Twelve Miles Out          | ジェーン                                 | メトロ・ゴールドウィン・メイヤー                               |
| 1927年 | 22 | Spring Fever                               | アリー・モント                           | メトロ・ゴールドウィン・メイヤー                               |
| 1928年 | 23 | West Point                                 | ベティ・チャニング                       | メトロ・ゴールドウィン・メイヤー                               |
| 1928年 | 24 | en:The Law of the Range                    | ベティ・ダラス                           | メトロ・ゴールドウィン・メイヤー                               |
| 1928年 | 25 | 『ローズ・マリー』 Rose-Marie‡             | ローズ＝マリー                           | メトロ・ゴールドウィン・メイヤー                               |
| 1928年 | 26 | 『シンガポール』 Across to Singapore       | プリシラ・クロウニンフィールド           | メトロ・ゴールドウィン・メイヤー                               |
| 1928年 | 27 | 『四つの壁』 Four Walls                    | フリーダ                                 | メトロ・ゴールドウィン・メイヤー                               |
| 1928年 | 28 | 『踊る娘達』 Our Dancing Daughters         | ダイアナ・メドフォード                   | コスモポリタン・プロダクション                                 |
| 1928年 | 29 | Dream of Love‡                             | アドリエンヌ・ルクヴルール               | コスモポリタン・プロダクション                                 |
| 1929年 | 30 | 『若殿頑張る』 The Duke Steps Out‡         | スージー                                 | コスモポリタン・プロダクション                                 |
| 1929年 | 31 | Our Modern Maidens                         | ビリー・ブラウン                         | コスモポリタン・プロダクション                                 |

‡ フィルムが現存していない

### トーキー映画
| 公開年 | #  | 邦題 原題                                                    | 役名                                   | 製作会社                         |
| ------ | -- | ------------------------------------------------------------ | -------------------------------------- | -------------------------------- |
| 1929年 | 32 | 『ハリウッド・レヴィユー』 The Hollywood Revue of 1929       | スペシャルティー                       | メトロ・ゴールドウィン・メイヤー |
| 1929年 | 33 | 『花嫁修業』 Untamed                                         | アリス・"ビンゴ"・ダウリング           | メトロ・ゴールドウィン・メイヤー |
| 1930年 | 34 | 『モンタナの月』 Montana Moon                                | ジョーン・プレスコット                 | メトロ・ゴールドウィン・メイヤー |
| 1930年 | 35 | 『デパートの横顔』 Our Blushing Brides                       | ジェリー・マーシュ                     | メトロ・ゴールドウィン・メイヤー |
| 1930年 | 36 | 『暴露戦術』 Paid                                            | メアリー・ターナー                     | メトロ・ゴールドウィン・メイヤー |
| 1931年 | 37 | 『暗黒街に踊る』 Dance, Fools, Dance                         | ボニー・ジョーダン                     | メトロ・ゴールドウィン・メイヤー |
| 1931年 | 38 | Complete Surrender                                           | アイヴィー・スティーヴンス             | メトロ・ゴールドウィン・メイヤー |
| 1931年 | 39 | 『笑ふ罪人』 Laughing Sinners                                | アイヴィー・スティーヴンス             | メトロ・ゴールドウィン・メイヤー |
| 1931年 | 40 | This Modern Age                                              | ヴァル・ウィンターズ                   | メトロ・ゴールドウィン・メイヤー |
| 1931年 | 41 | 『蜃気楼の女』 Possessed                                     | マリアン・マーティン                   | メトロ・ゴールドウィン・メイヤー |
| 1932年 | 42 | 『グランド・ホテル』 Grand Hotel                             | フレムヒェン                           | メトロ・ゴールドウィン・メイヤー |
| 1932年 | 43 | 『令嬢殺人事件』 Letty Lynton                                | レティ・リントン                       | メトロ・ゴールドウィン・メイヤー |
| 1932年 | 44 | 『雨』 Rain                                                  | サディ・トンプソン                     | ユナイテッド・アーティスツ       |
| 1933年 | 45 | 『今日限りの命』 Today We Live                               | ディアナ・"アン"・ボイス・スミス       | メトロ・ゴールドウィン・メイヤー |
| 1933年 | 46 | 『ダンシング・レディ』 Dancing Lady                          | ジャニー・ダッチェス・バーロウ         | メトロ・ゴールドウィン・メイヤー |
| 1934年 | 47 | 『蛍の光』 Sadie McKee                                       | サディ・マッキー・ブレナン             | メトロ・ゴールドウィン・メイヤー |
| 1934年 | 48 | 『私のダイナ』 Chained                                       | ダイアナ・"ダイナ"・ラヴァーリング     | メトロ・ゴールドウィン・メイヤー |
| 1934年 | 49 | 『結婚十分前』 Forsaking All Others                          | メアリー・クレイ                       | メトロ・ゴールドウィン・メイヤー |
| 1935年 | 50 | 『男子牽制』 No More Ladies                                  | マーシア・タウンセンド                 | メトロ・ゴールドウィン・メイヤー |
| 1935年 | 51 | 『私の行状記』 I Live My Life                                | ケイ・ベントレー                       | メトロ・ゴールドウィン・メイヤー |
| 1936年 | 52 | 『豪華一代娘』 The Gorgeous Hussy                            | マーガレット・オニール・イートン       | メトロ・ゴールドウィン・メイヤー |
| 1936年 | 53 | 『空駆ける恋』 Love on the Run                               | サリー・パーカー                       | メトロ・ゴールドウィン・メイヤー |
| 1937年 | 54 | 『真珠と未亡人』 The Last of Mrs. Cheyney                    | フェイ・チェイニー                     | メトロ・ゴールドウィン・メイヤー |
| 1937年 | 55 | 『花嫁は紅衣装』 The Bride Wore Red                          | アンニ・パヴロヴィッチ                 | メトロ・ゴールドウィン・メイヤー |
| 1938年 | 56 | Mannequin                                                    | ジェシカ・キャシディ                   | メトロ・ゴールドウィン・メイヤー |
| 1938年 | 57 | The Shining Hour                                             | オリヴィア・ライリー                   | メトロ・ゴールドウィン・メイヤー |
| 1939年 | 58 | Ice Follies of 1939                                          | メアリー・マッケイ、別名サンドラ・リー | メトロ・ゴールドウィン・メイヤー |
| 1939年 | 59 | 『ザ・ウィメン』 The Women                                   | クリスタル・アレン                     | メトロ・ゴールドウィン・メイヤー |
| 1940年 | 60 | Strange Cargo                                                | ジュリー                               | メトロ・ゴールドウィン・メイヤー |
| 1940年 | 61 | Susan and God                                                | スーザン・トレクセル                   | メトロ・ゴールドウィン・メイヤー |
| 1941年 | 62 | 『女の顔』 A Woman's Face                                    | アンナ・ホルム                         | メトロ・ゴールドウィン・メイヤー |
| 1941年 | 63 | When Ladies Meet                                             | メアリー・ハワード                     | メトロ・ゴールドウィン・メイヤー |
| 1942年 | 64 | They All Kissed the Bride                                    | マーガレット・ドリュー                 | コロンビア ピクチャーズ          |
| 1942年 | 65 | 『再会のパリ』 Reunion in France                             | ミシェル・ド・ラ・ベック               | メトロ・ゴールドウィン・メイヤー |
| 1943年 | 66 | Above Suspicion                                              | フランセス・マイルス                   | メトロ・ゴールドウィン・メイヤー |
| 1944年 | 67 | 『ハリウッド玉手箱』 Hollywood Canteen                       | 自身                                   | ワーナー・ブラザース             |
| 1945年 | 68 | 『ミルドレッド・ピアース』 Mildred Pierce                    | ミルドレッド・ピアース                 | ワーナー・ブラザース             |
| 1946年 | 69 | 『ユーモレスク』 Humoresque                                  | ヘレン・ライト                         | ワーナー・ブラザース             |
| 1947年 | 70 | 『失われた心』 Possessed                                     | ルイーズ・ハウエル・グレアム           | ワーナー・ブラザース             |
| 1948年 | 71 | 『哀しみの恋』 Daisy Kenyon                                  | デイジー・ケニヨン                     | 20世紀フォックス                 |
| 1949年 | 72 | 『美しさ故に』 Flamingo Road                                 | レイン・ベラミー                       | ワーナー・ブラザース             |
| 1949年 | 73 | It's a Great Feeling                                         | 自身                                   | ワーナー・ブラザース             |
| 1950年 | 74 | 『悪党は泣かない』 The Damned Don't Cry!                     | エセル・ホワイトヘッド                 | ワーナー・ブラザース             |
| 1950年 | 75 | 『ハリエット・クレイグ』 Harriet Craig                       | ハリエット・クレイグ                   | コロンビア映画                   |
| 1951年 | 76 | Goodbye, My Fancy                                            | アガサ・リード                         | ワーナー・ブラザース             |
| 1952年 | 77 | This Woman is Dangerous                                      | ベス・オースティン                     | ワーナー・ブラザース             |
| 1952年 | 78 | 『突然の恐怖』 Sudden Fear                                   | マイラ・ハドソン                       | RKOラジオ・ピクチャーズ          |
| 1953年 | 79 | Torch Song                                                   | ジェニー・ステュアート                 | メトロ・ゴールドウィン・メイヤー |
| 1954年 | 80 | 『大砂塵』 Johnny Guitar                                     | ヴィエンナ                             | リパブリック・ピクチャーズ       |
| 1955年 | 81 | Female on the Beach                                          | リン・マーカム                         | ユニバーサル・ピクチャーズ       |
| 1955年 | 82 | Queen Bee                                                    | エヴァ・フィリップス                   | コロンビア映画                   |
| 1956年 | 83 | 『枯葉』 Autumn Leaves                                       | ミリセント・ウェザビー                 | コロンビア映画                   |
| 1957年 | 84 | 『光は愛とともに』 The Story of Esther Costello              | マーガレット・ランディ                 | コロンビア映画                   |
| 1959年 | 85 | 『大都会の女たち』 The Best of Everything                    | アマンダ・ファロウ                     | 20世紀フォックス                 |
| 1962年 | 86 | 『何がジェーンに起ったか?』 What Ever Happened to Baby Jane? | ブランチ・ハドソン                     | ワーナー・ブラザース             |
| 1963年 | 87 | The Caretakers                                               | ルクレツィア・テリー                   | ユナイテッド・アーティスツ       |
| 1964年 | 88 | 『血だらけの惨劇』 Strait-Jacket                             | ルーシー・ハービン                     | コロンビア映画                   |
| 1965年 | 89 | I Saw What You Did                                           | エイミー・ネルソン                     | ユニバーサル・ピクチャーズ       |
| 1967年 | 90 | 『姿なき殺人』 Berserk!                                      | モニカ・リヴァース                     | コロンビア映画                   |
| 1970年 | 91 | 『地底の原始人・キングゴリラ』 Trog                          | ブロックトン博士                       | ワーナー・ブラザース             |

## 短編フィルム
| 公開年 | # | 原題                                          | 役名     | 製作会社                             |
| ------ | - | --------------------------------------------- | -------- | ------------------------------------ |
| 1925年 | 1 | MGM Studio Tour                               | 自身     | メトロ・ゴールドウィン・メイヤー     |
| 1925年 | 2 | Miss MGM                                      | Miss.MGM |                                      |
| 1929年 | 3 | Hollywood Snapshots #11                       | 自身     | コロンビア映画                       |
| 1931年 | 4 | The Slippery Pearls                           | 自身     | マスカーズ・クラブ・オブ・ハリウッド |
| 1932年 | 5 | スクリーン・スナップショット Screen Snapshots | 自身     | コロンビア映画                       |
| 1947年 | 6 | The Jimmy Fund                                | 自身     |                                      |
| 1958年 | 7 | Hollywood Mothers and Fathers                 | 自身     |                                      |
| 1972年 | 8 | The Dreamer                                   | 自身     | MDA アソシエーション                 |
| 1973年 | 9 | A Very Special Child                          | 自身     | MDA アソシエーション                 |

## アンソロジー
| 公開年 | # | 邦題 原題                                              | 役名 | 製作会社                                               |
| ------ | - | ------------------------------------------------------ | ---- | ------------------------------------------------------ |
| 1964年 | 1 | Four Days in November                                  | 自身 | デイヴィッド・L・ウォルパー ユナイテッド・アーティスツ |
| 1964年 | 2 | MGM's Big Parade of Comedy                             | 自身 | メトロ・ゴールドウィン・メイヤー                       |
| 1974年 | 3 | 『ザッツ・エンターテインメント』 That's Entertainment! | 自身 | メトロ・ゴールドウィン・メイヤー                       |
| 1984年 | 4 | Terror in the Aisles                                   | 自身 | メトロ・ゴールドウィン・メイヤー                       |
| 1985年 | 5 | That's Dancing!                                        | 自身 |                                                        |

## 未完成、途中降板した作品
| 公開年 | # | 邦題 原題                                    | 役名                   | 製作会社                         | 備考                                           |
| ------ | - | -------------------------------------------- | ---------------------- | -------------------------------- | ---------------------------------------------- |
| 1929年 | 1 | 『侵略の潮』 Tide of Empire                  | ジョセフィータ         | メトロ・ゴールドウィン・メイヤー | 途中降板作品、代役ルネ・アドレー               |
| 1930年 | 2 | Great Day                                    | スージー・トザリッジ   | メトロ・ゴールドウィン・メイヤー | 未完成作品                                     |
| 1930年 | 3 | The March of Time                            | 自身                   | メトロ・ゴールドウィン・メイヤー | 未完成作品                                     |
| 1964年 | 4 | 『ふるえて眠れ』 Hush… Hush, Sweet Charlotte | ミリアム・ディーリング | 20世紀フォックス                 | 途中降板作品、代役オリヴィア・デ・ハヴィランド |

## ゲスト出演したテレビ番組
| 放映日時       | #  | 邦題 原題                                          | エピソード名                                    | 役名                                               | 放送網 |
| -------------- | -- | -------------------------------------------------- | ----------------------------------------------- | -------------------------------------------------- | ------ |
| 1953年9月19日  | 1  | Revlon's Mirror Theater                            | "Because I Love Him"                            | マーガレット・ヒューズ                             | CBS    |
| 1954年10月31日 | 2  | General Electric Theater                           | "The Road to Edinburgh"                         | メアリー・アンドリュース                           | CBS    |
| 1958年3月23日  | 3  | General Electric Theater                           | "Strange Witness"                               | ルース                                             | CBS    |
| 1959年1月4日   | 4  | General Electric Theater                           | "And One Was Loyal"                             | アン・ハワード                                     | CBS    |
| 1959年12月3日  | 5  | Dick Powell's Zane Grey Theater                    | "Rebel Range"                                   | ステラ・ファリング                                 | CBS    |
| 1961年1月12日  | 6  | Dick Powell's Zane Grey Theater                    | "One Must Die"                                  | サラ・デイヴィッドソン、メラニー・デイヴィッドソン | CBS    |
| 1963年10月4日  | 7  | Route 66                                           | "Same Picture, Different Frame"                 | モーガン・ハーパー                                 | CBS    |
| 1967年3月31日  | 8  | 『0011ナポレオン・ソロ』 The Man from U.N.C.L.E.   | "The Five Daughters Affair", Part 1             | アマンダ・トゥルー                                 | NBC    |
| 1968年2月26日  | 9  | 『ザ・ルーシー・ショー』 The Lucy Show             | "Lucy and Joan Crawford or The Lost Star"       | 自身                                               | CBS    |
| 1968年10月21日 | 10 | The Secret Storm                                   | -                                               | ジョーン・ボーマン・ケイン #2                      | CBS    |
| 1968年10月22日 | 11 | The Secret Storm                                   | -                                               | ジョーン・ボーマン・ケイン #2                      | CBS    |
| 1968年10月24日 | 12 | The Secret Storm                                   | -                                               | ジョーン・ボーマン・ケイン #2                      | CBS    |
| 1968年10月25日 | 13 | The Secret Storm                                   | -                                               | ジョーン・ボーマン・ケイン #2                      | CBS    |
| 1970年1月21日  | 14 | 『バージニアン』 The Virginian                     | "The Nightmare"                                 | ステファニー・ホワイト                             | NBC    |
| 1970年1月30日  | 15 | 『ティム・コンウェイ・ショウ』 The Tim Conway Show | パイロット版                                    | 自身                                               | CBS    |
| 1972年9月30日  | 17 | 『シックス・センス』 The Sixth Sense               | "Dear Joan: We're Going To Scare You To Death!" | ジョーン・フェアチャイルド                         | ABC    |

## テレビ映画
| 放映日時      | # | 邦題 原題                        | エピソード名       | 役名                       | 放送網 |
| ------------- | - | -------------------------------- | ------------------ | -------------------------- | ------ |
| 1959年        | 1 | The Joan Crawford Show           | "Woman On The Run" | スーザン・コンラッド       | 未放映 |
| 1961年9月21日 | 2 | The Foxes                        | -                  | ミリセント・フォックス     | NBC    |
| 1964年8月8日  | 3 | Della                            | -                  | デッラ・チャペル           | 地域別 |
| 1969年11月6日 | 4 | 『四次元への招待』 Night Gallery | "Eyes"             | クラウディア・メンロー     | NBC    |
| 1969年11月8日 | 5 | Garbo                            | ドキュメンタリー   | 自身                       | BBC    |
| 1970年6月15日 | 6 | Journey to the Unknown           | -                  | 自身                       | 地域別 |
| 1971年1月5日  | 7 | Journey to Murder                | -                  | 自身                       | 地域別 |
| 1975年2月2日  | 8 | Easter Island                    | ドキュメンタリー   | ナレーター                 | PBS    |
| 1975年3月18日 | 9 | Scare Her to Death!              | -                  | ジョーン・フェアチャイルド | ITV    |

## 自叙伝
- (1962). A Portrait of Joan: The Autobiography of Joan Crawford. Doubleday. ISBN 978-1-258-17238-1
- (1972). My Way of Life. Simon & Schuster. ISBN 978-0-671-78568-0